# لولیتا شاما
لولیتا شاما (فرانسوی: Lolita Chammah‎؛ زادهٔ ۱ اکتبر ۱۹۸۳) هنرپیشه اهل کشور فرانسه است. وی از سال ۱۹۸۸ تاکنون در بیش از سی فیلم بازی کرده است. لولیتا دختر «رونالد شاما» و ایزابل هوپر است. از فیلم‌هایی که وی در آن نقش داشته است می‌توان به داستان زنان، بدرود، ملکه من، ئیو و در دست دانته اشاره کرد.